# Gliese 676
Désignations
Gliese 676 est un système binaire de naines rouges de 10e magnitude, qui a une séparation minimale à 800 UA avec une période orbitale supérieure à 20 000 ans. Il est situé à 54 années-lumière de la Terre, dans la constellation de l'Autel. En 2009, une géante gazeuse a été découverte en orbite autour de l'étoile primaire, en plus de sa confirmation en 2011, il y avait également une forte indication d'un compagnon ; la deuxième géante gazeuse a été caractérisée en 2012, avec deux planètes beaucoup plus petites.

## Système planétaire
La première planète découverte, Gliese 676 Ab, est une super-Jupiter caractérisée pour la première fois en octobre 2009. La planète a été officiellement annoncée en 2011, avec la première reconnaissance d'une tendance non imputable à l'étoile compagne. Même après avoir ajusté une planète et une tendance aux données, il a été noté que les résidus des vitesses étaient toujours d'environ 3,4 m/s, ce qui était nettement supérieur aux erreurs instrumentales d'environ 1,7 m/s. Cela impliquait l'existence possible d'autres corps en orbite, même si rien de plus ne pouvait être dit à l'époque.
L'étoile a été utilisée pour tester le logiciel HARPS-TERRA afin d'obtenir une meilleure réduction des données du spectromètre HARPS début 2012. Même avec des marges d'erreur nettement inférieures sur les données, moins de données étaient accessibles que celles utilisées en 2011. Pourtant, l'équipe est parvenue à une conclusion très similaire à celle de l'équipe précédente avec un modèle planétaire et une tendance. Les résidus des vitesses étaient encore quelque peu excessifs, donnant plus de poids à l'existence d'autres corps dans le système, même si aucune conclusion n'a pu être tirée.
Entre l'analyse précédente et juin 2012, le reste des mesures de vitesse radiale utilisées en 2011 ont été rendues publiques, permettant de les réduire grâce à HARPS-TERRA. Celles-ci ont ensuite été analysées via une analyse de probabilité bayésienne, qui avait déjà été utilisée pour découvrir HD 10180 i et j, qui a confirmé la planète b et réalisé une première caractérisation de Gliese 676 Ac, qui n'était auparavant décrite que comme une tendance. Après l'introduction des deux premiers signaux, le deuxième signal le plus puissant était d'environ 35,5 jours, avec une probabilité analytique de fausse alarme de 0,156. Après 104 essais, la probabilité de fausse alarme s'est avérée être de 0,44 %, suffisamment faible pour être incluse comme signal planétaire périodique. Avec une masse minimale d'environ 11 M⊕, la planète se situe à la frontière acceptée entre les super-Terres et les corps gazeux de type Neptune de 10 masses terrestres. Après avoir accepté le troisième signal, un fort pic à 3,6 jours est devenu apparent. Avec une probabilité de fausse alerte bien inférieure à celle de la planète précédemment acceptée, cette nouvelle planète a été immédiatement acceptée. Avec une masse minimale d'environ 4,5 Terres, c'est une petite super-Terre.
Depuis 2012, ce système détient le record de la plus large gamme de masses dans un seul système planétaire et présente également une hiérarchie rappelant celle du Système solaire, avec les géantes gazeuses situées à de grandes distances de l'étoile tandis que les corps les plus petits sont beaucoup plus proches.
En 2016, la masse réelle de Gliese 676 Ab a été mesurée par astrométrie. Une étude de 2022 a révisé cette estimation de masse, tout en mesurant la masse réelle de Gliese 676 Ac. Il existe deux super-Jupiter : b avec une période de 1 051 jours (2,9 ans) et une masse de 5,79 MJ, et c avec une période de 13 900 jours (38,1 ans) et une masse de 13,49 MJ, ce qui la situe à la frontière entre les planètes et les naines brunes.
| Planète | Masse                  | Demi-grand axe (ua) | Période orbitale (jours)  | Excentricité       | Inclinaison          | Rayon |
| ------- | ---------------------- | ------------------- | ------------------------- | ------------------ | -------------------- | ----- |
| d       | ≥ 4,4 ± 0,3 M🜨         | 0,041 3 ± 0,001 4   | 3,600 5 ± 0,000 2         | 0,262+0,090 −0,101 |                      |       |
| e       | ≥ 8,1 ± 0,7 M🜨         | 0,187 ± 0,007       | 35,39+0,03 −0,04          | 0,125+0,119 −0,087 |                      |       |
| b       | 5,792+0,469 −0,477 MJ  | 1,735+0,056 −0,060  | 1 051,4 ± 0,4             | 0,319 ± 0,003      | 48,919+3,312 −2,781° |       |
| c       | 13,492+1,046 −1,127 MJ | 9,726+0,629 −0,793  | 13 921,4+1 238,4 −1 518,2 | 0,295+0,033 −0,049 | 33,690+1,362 −1,324° |       |